# Al-Mutí (abbàssida)
Abu-l-Qàssim al-Fadl al-Mutí li-L·lah —àrab: أبو القاسم الفضل المطيع لله, Abū l-Qāsim al-Faḍl al-Muṭīʿ li-Llāh—, més conegut per la primera part del seu làqab com al-Mutí (914-975), fou califa abbàssida de Bagdad (946-974). Era fill del califa al-Múqtadir i d'una concubina esclava eslava anomenada Mashala. Era germà dels califes ar-Radi (934-940) i al-Muttaqí (940-944).
Era enemic declarat del seu cosí al-Mustakfí i quan aquest va pujar al poder el 944 es va haver d'amagar. Quan el buwàyhida Ahmad es va presentar a Bagdad, el desembre del 945, el califa li va haver d'atorgar el làqab de Muizz al-Dawla, i títols semblants als seus dos germans, i el seu nom fou inclòs a les monedes i a la khutba. Muizz al-Dawla fou nomenat amir al-umara amb l'autoritat absoluta sobre l'Iraq. Es diu que llavors al-Mutí el va anar a trobar i es va posar sota la seva protecció i el va advertir contra al-Mustakfí. Sense que se sàpiga si això va influir molt, el cert és que al-Mustakfí fou deposat i cegat (29 de gener del 946 és la data més admesa, però algunes fonts ho retarden al març) i el buwàyhida va posar al tron al-Mutí. Li va assignar una pensió de 2.000 dinars per dia, però tot el personal del seu entorn fou triat pel mateix Muizz al-Dawla.
No va tenir cap poder. El 955 els samànides van refusar de reconèixer el califa. El 960 els fills d'al-Mustakfi, i el germà d'aquest, Isa, es van revoltar a l'Azerbaidjan. El 967 quan va morir Muizz al-Dawla, el seu fill Izz al-Din Bakhtiyar el va substituir. El 968 a l'Iraq es revoltaven altre cop els parents d'al-Mustakfí. Mentre els fatimites augmentaven el seu poder i el 969 s'apoderaven d'Egipte i en els dos anys següents de part de Síria que els hamdànides només van poder controlar en part.
Una paràlisi va afectar el califa, que fou obligat per l'amir al-umara a abdicar (5 d'agost del 974) en favor del seu fill Abd al-Karim at-Tàï. Al-Mutí va morir poc després (setembre/octubre) a Dayr al-Akul.